# Cronache del Regime
Cronache del Regime fu una popolare rubrica radiofonica dell'EIAR di propaganda fascista condotta da Roberto Forges Davanzati.
La rubrica fu voluta da Galeazzo Ciano al fine di rafforzare emotivamente il contenuto propagandistico del Giornale Radio e di avvicinare l'opinione pubblica a temi politici complessi (la politica internazionale e le questioni economiche). Trasmessa in orario serale dal 27 novembre 1933 al 27 aprile 1938, forniva agli ascoltatori un commento ai fatti del giorno che intendeva orientare l'opinione pubblica alle direttive del regime. La struttura del programma era rigida e ben riconoscibile: per circa quindici minuti Forges Davanzati leggeva, in tono calmo e leggermente professorale, un editoriale da lui stesso scritto che dava il "la" all'insieme delle trasmissioni giornalistiche.
Gli argomenti della rubrica vertevano sulle conquiste del fascismo, dalle cronache delle bonifiche ai provvedimenti sociali del governo, e commentavano gli avvenimenti della politica internazionale. Forges Davanzati presentava i fatti della politica estera in chiave negativa, insistendo sul mito della "vittoria mutilata", sul rifiuto degli imperi coloniali di riconoscere all'Italia un ruolo di grande potenza e sul tradimento degli ex paesi amici Francia e Inghilterra; ad essi veniva sempre contrapposta l'immagine di un'Italia sobria, pacifica e laboriosa.
Le Cronache furono sospese con la malattia e poi la morte del conduttore, avvenuta nel luglio del 1936, ma ripresero dopo l'estate, il 23 settembre, cambiando presto nome in "Cronache fasciste". Questa formula non ebbe la stessa fortuna della precedente, e nel 1938 si decise di chiuderla. A partire dall'autunno del 1938, la rubrica cambiò nome in "Commento ai fatti del giorno" sotto la direzione di Ermanno Amicucci.  